# The Greatest Show on Earth (banda)
The Greatest Show On Earth  (GSOE) fue un grupo de rock británico de corta vida, formado en 1968 y disuelto en 1971, conocido internacionalmente por su único hit, “Real Cool World”  (1970), canción que combina elementos experimentales del rock psicodélico y progresivo.
La banda fue fundada en Harlow, Essex, Reino Unido, por los hermanos Norman (bajo/vocales) y Garth Watt–Roy (guitarrista). Estuvo compuesto por Colin Horton-Jennings (guitarra / flauta / vocales),  Mick Deacon (órgano) y Ron Prudence (batería / percusión). El resto del octeto lo conformaron los instrumentistas de viento Dick Hanson, Tex Phillpotts y Ian Aitcheson.
Norman Watt-Roy, el miembro más conocido y destacado, posteriormente formó parte de la banda de Ian Dury: Ian Dury and the Blockheads.
El sonido del grupo, fue una mezcla de R&B / soul, jazz fusión y  rock progresivo.

## Historia

### Inicios
Se conoce poco sobre esta agrupación, una de las más subestimadas en la historia de la música contemporánea.  Aunque GSOE  no fue el primer grupo de roqueros  en incorporar instrumentos de  viento de madera y bronce con gran alcance, se encuentran entre las mejores y más pesadas bandas británicas que surgieron durante la post-psicodelia de finales de los 60 y principios de los 70.
GSOE fueron, en esencia, la invención de la filial de EMI, Harvest Records, que se centraba en los artistas nuevos del género progresivo como Pink Floyd y Deep Purple. Cuando el grupo fue firmado inicialmente en 1968, perrtenecieron al género  soul / R & B  cuya fuerte era más a lo largo de las líneas de Stax o Motown, en lugar del rock psicodélico que los caracterizó posteriormente.
Después de contratar a su vocalista original, el estadounidense negro Ozzie Lane, se dieron a la tarea de completar la alineación. Sin embargo, Lane regresó a su natal Nueva Orleans  solo un año más tarde y fue reemplazado finalmente por Colin Horton-Jennings, no sólo un cantante más potente, sino que era un multinstrumentista que sabía tocar la guitarra, flauta y bongós.

### Horizons
Después de unos meses de escribir nuevas canciones, surgieron con un sonido fresco y el material para su  álbum debut, Horizons.  La grabación fue relativamente rápida y tuvo lugar entre el 6 y el 15 de octubre de 1969. El LP fue lanzado oficialmente en marzo de 1970
Horizons presentó una llamativa cubierta realizada por la reconocida empresa de diseño gráfico Hipgnosis, quienes también elaboraron la de su siguiente álbum de larga duración.
El sencillo extraído "Real Cool World"  (lado B "Again and Again") fue el mayor suceso para GSOE. Se caracteriza por su acelerador abierto, el ritmo galopante y algunos riffs eléctricos similares a la psicodelia e igualmente penetrante el sonido del órgano.
La canción, aunque no fue particularmente un éxito en el Reino Unido, le dio a la banda  un  impulso moderado en toda Europa, donde también eran una buena atracción para presentaciones en vivo.
A pesar de su concepción elaborada y hábil el tema solo tuvo alguna difusión en BBC Radio One y fue un éxito modesto en una parte del continente; sin embargo, el resto de Horizons se pasó totalmente por alto. El disco presenta extensas secciones rítmicas de un enérgico y agresivo rock, con un sonido similar a Blood, Sweat & Tears o Chicago, En general,  destacan por su solidez en cada sección rítmica, la batería de Ron Prudence y el bajo de Norman Watt-Roy.
La canción que le da nombre al álbum es una composición de más de catorce minutos y demuestra las notables habilidades de improvisación en el contexto de un conjunto.

### The Going's Easy
Con la finalidad de lograr mayor atención del público y apoyado por la gran cantidad de temas originales compuestos, GSOE publicó ese mismo año su siguiente LP, casi de forma consecutiva.
Su segundo álbum y final fue lanzado en setiembre de 1970 y fue titulado The Going's Easy, el cual tuvo un éxito notablemente menor. Sin embargo, "Magic Woman Touch" fue versionada y lanzada como sencillo con algún suceso en 1972 por The Hollies (número 60 en Billboard) e incluida como uno de los temas principales de su álbum Romany.
Al igual que su antecesor, este nuevo trabajo no tuvo mayor impacto a pesar de su originalidad y ser un material sin duda mejor que el promedio. El disco es más consistente en su prpuesta musical. Presenta temas aún más extensos, elaborados y experimentales, con gran incorporación del jazz y el blues.
El sencillo extraído de este LP fue "Tell The Story"/"Mountain Song", canción con una fuerte influencia soul / R&B, lanzado de igual forma en setiembre de ese año. No obstante, fracasó al no ingresar a ninguna lista europea.
Otros temas presentados en BBC Radio One fueron "Borderline", "Mountain Song" y "Time". Una segunda sesión en la emisora realizada en noviembre de 1970 presentó "The Leader" y  "Check Me Into Your Life", aunque esta última nunca fue oficialmente incluida en un disco, al igual que "Time".

### Separación
Debido a la falta de más consumidores o un mayor apoyo de la industria discográfica GSOE se disolvió a mediados de 1971. Incluso mientras el grupo fue capaz de vender conciertos en el resto de Europa, la falta total de interés los regresó de vuelta a casa, con lo que inevitablemente, sellaron su destino.
Ron Prudence, Ian Aitcheson y Tex Phillpotts abandonaron la música simultáneamente, mientras que Horton-Jennings se unió a la banda Chaser y posteriormente a Taggett, lanzando un álbum por EMI en 1974. Dick Hanson se convirtió en un músico de sesión y grabó con agrupaciones como The Blues Band, Graham Parker, Dave Edmunds, Kirsty Mccoll y Shakin' Stevens. Mike Deacon se unió a Vinegar Joe y luego se convirtió en miembro de la banda de Suzi Quatro y Darts.
Norman Watt-Roy formó Glencoe, lanzando dos álbumes bajo Epic, "Glencoe" y  "The Spirit Of Glencoe". Después de esto, formó Loving Awareness, publicando un autotiulado LP en 1976 por More Love Records, antes de que su banda eventualmente la envolviera en The Blockheads, la agrupación de apoyo de Ian Dury. Recientemente es un miembro de la banda de Wilko Johnson. Garth Watt-Roy integró Fuzzy Duck antes de trabajar como músico de sesión para East Of Eden, Limey y Bonnie Tyler. Ha sido un miembro ocasional de  Marmalade, The Q-Tips y The Barron Knights.
Colin Horton-Jennings dedicó el resto de su carrera a producir discos y componer canciones para otros artistas de bajo perfil, y formó parte de bandas como Chaser, Taggett, Cognac y Systematic, entre otras.

## Reediciones
"Horizons" y  "The Going's Easy " fueron remasterizados y re-editados en formato de CD en 1994 por la casa discográfica alemana Repertoire Records. El último disco ofrece un bonus track que no presentó el original, "Mountain Song", incluido como lado B del sencillo "Tell the Story".
Ambos fueron nuevamente publicados en un CD doble por la británica See for Miles Records en 1997.
Sin embargo, el único recopilatorio oficial y auto titulado de la banda (lanzado en 1975), nunca fue reeditado de su versión original en disco de vinilo, y hoy se considera un material difícil de conseguir.

## Miembros
- Colin Horton-Jennings – vocal principal, guitarra, flauta, bongos.
- Norman Watt-Roy – bajo, vocales.
- Garth Watt-Roy – guitarra, vocales.
- Dick Hanson – trompeta, flisorno y percusión.
- Ron Prudence – batería, conga.
- Mick Deacon – teclados (órgano, piano, clavecín) y vocales.
- Tex Phillpotts y Ian Aitcheson – Instrumentos de viento.

## Discografía

### Álbumes de estudio
- 1970: Horizons
- 1970: The Going's Easy

### Sencillos
- 1970 - Tell The Story / Mountain Song
- 1970 - Real Cool World / Again And Again
- 1972 - Horizons - Parte I / Horizons - Parte II

### Recopliaciones
- 1975: The Greatest Show on Earth (álbum recopilatorio de sus dos álbumes)

## Usos en la televisión
- La canción «Real Cool World» fue utilizada en 1972 como tema principal del programa cómico mexicano El show de Alejandro Suárez,  transmitido por la cadena Televisa y de gran audiencia en el resto de Latinoamérica. No se identificaba en los créditos.